# Business Accelerator VŠE

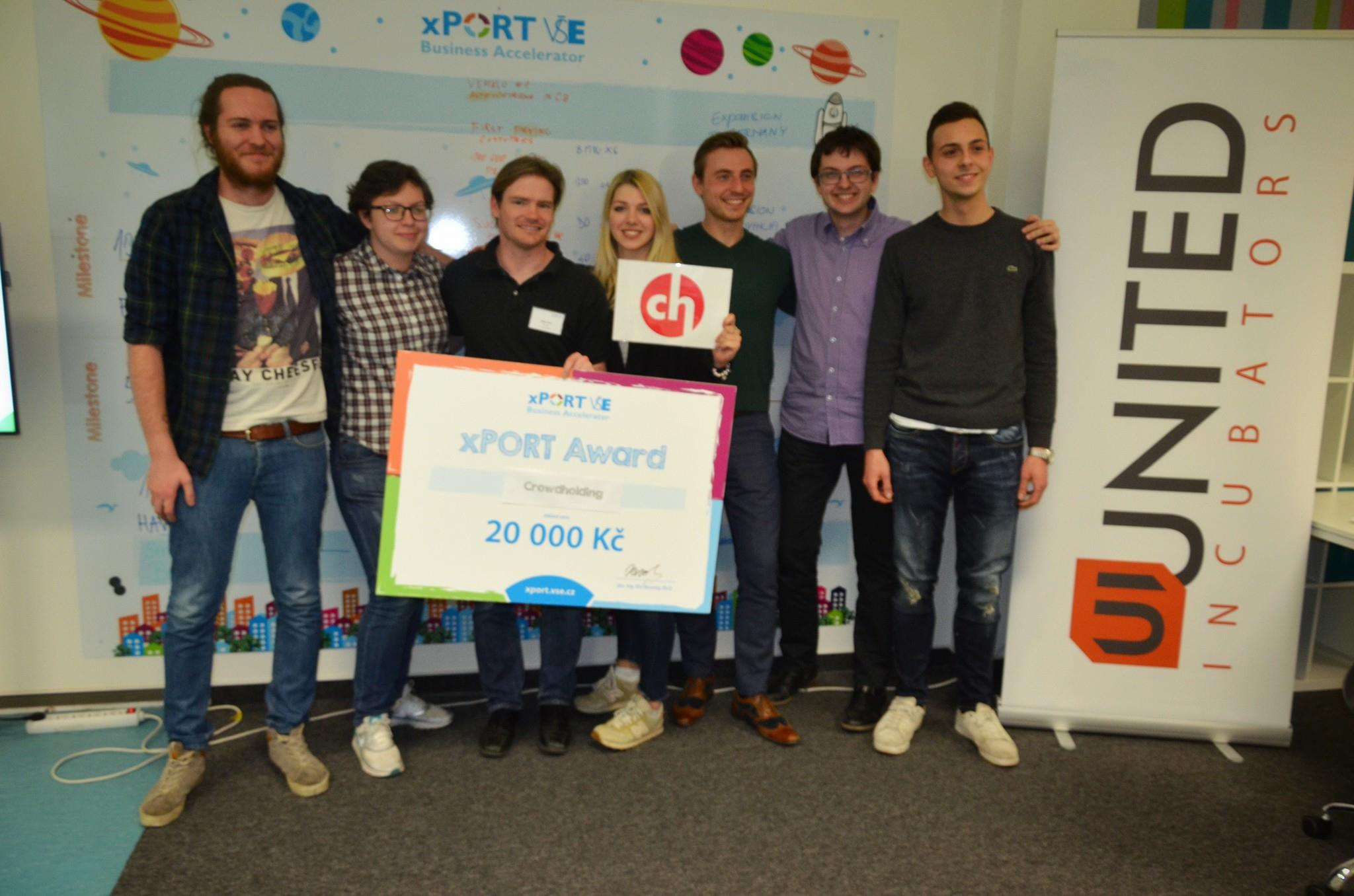
Crowdholding - nejlepší startup na Demo Day 2017

Business Accelerator VŠE je podnikatelský akcelerátor založený v lednu 2015 na Vysoké škole ekonomické v Praze.

Projekt podporuje studenty, absolventy a zaměstnance VŠE, pro které jsou v začátku služby zdarma.

Nejlepším startupem na Demo Day v březnu 2017 se stal Crowdholding, který získal i odměnu rektorky VŠE. Crowdholding poskytoval webovou platformu na spojení davu lidí s podnikateli. Zakladatel firmy Ethan Clime je absolvent programu CEMS na Fakultě podnikohospodářské VŠE.